# Akkadische Literatur
Als Akkadische Literatur bezeichnet man die überwiegend aus Mesopotamien stammende Literatur in akkadischer Sprache. Sie entstand im Wesentlichen zwischen altbabylonischer Zeit, vereinzelte Werke sind auch älter, und dem Anfang des 1. Jahrtausend v. Chr. und wurde schließlich durch aramäische Literatur abgelöst. Schätzungen gehen davon aus, dass uns heute etwa ein Drittel der akkadischen Literatur vorliegt, der Rest ist vermutlich für immer verschollen, viele Werke liegen zudem nur fragmentarisch vor.

## Historischer Abriss
Der älteste Text in semitischer Sprache wurde in Tell Abū Ṣalābīḫ gefunden. Er dürfte etwas älter als 2500 v. Chr. sein. Es handelt sich um eine noch schwer verständliche Hymne auf den Sonnengott Šamaš (Schamasch). Die Eigenbezeichnung der Sprache kann damals noch nicht Akkadisch gewesen sein, da die Stadt Akkade, nach der sie benannt ist, noch völlig unbedeutend war. Trotzdem ist der Text einer Vorstufe des Akkadischen zuzurechnen. Diesen Text eingeschlossen ist die akkadische Literatur fast so alt wie die sumerische Literatur, doch übertreffen die Funde sumerischer Literatur über viele Jahrhunderte die akkadische Literatur ganz erheblich. Erst um die Mitte der altbabylonischen Zeit (ca. 2000–1600 v. Chr.) wird die akkadische Literatur in nennenswertem Umfang verschriftet. Das an sumerische Erzählungen um den legendären sumerischen König Gilgameš angelehnte Gilgameš-Epos wird erstmals in einer Serie von Tafeln aufgezeichnet, von der aber nur die Tafeln II und III erhalten sind, so wie einige weitere Fragmente. Auch andere herausragende Werke der akkadischen Literatur wie das Atramhasis-Epos, mit der Sintfluterzählung, der Etana-Mythos über den Himmelsflug auf einem Adlerrücken des Königs Etana und das Anzû-Epos über den Raub der Schicksalstafeln gehören schon zum Repertoire der altbabylonischen Zeit.
In der Zeit um 1200 v. Chr. wird das sogenannte „Weltschöpfungs-Epos“ Enûma elîš geschaffen. Erstmals ist der Mythos Nergal und Ereškigal belegt. Außerdem wird die 11-Tafelfassung des Gilgamesch-Epos nach dem altbabylonischen Text geschaffen. Während Quellen aus Mesopotamien in dieser Zeit spärlich sind, sind eine Reihe von Texten in Ägypten bezeugt und es gibt auch Texte aus der hethitischen Hauptstadt Boğazköy (Türkei).
Es kommen mit der Zeit noch weitere Werke hinzu, wie das im 9./8. Jahrhundert v. Chr. entstandene Erra-Gedicht, das aufgrund seines erzählenden Charakters und seiner Länge besser Erra-Epos hieße. Neben diesen babylonischen Texten treten auch assyrische Epen um die Könige Tukultī-Ninurta und Adad-nirārī auf. Die ergiebigste Quelle für die folgende Zeit ist die berühmte Bibliothek des Aššurbanipal in Ninive.
Ein zeitlich übergreifendes Thema sind verschiedene fragmentarisch erhaltene Erzählungen und Epen über die altakkadischen Könige Sargon und Narām-Sîn.
Neben Epen und Mythen besteht die akkadische Literatur außerdem aus Hymnen (z. B. Šamaš-Hymnus oder Gula-Hymnus), aus einzelnen Gebeten und Klageliedern (eher in sumerischer Sprache), literarischen Briefen (z. B. 8. Feldzugsbericht des Sargon II.), Beschwörungen und zahlreicher Propagandaliteratur, besonders Königsinschriften (z. B. Codex Hammurapi).

## Verhältnis zur sumerischen Literatur
Über das Verhältnis der akkadischen zur sumerischen Literatur vor der altbabylonischen Zeit lässt sich wenig sagen, da erstere kaum belegt ist. In der altbabylonischen Zeit erweist sie sich aber klar als selbständig. Allerdings werden Gestalten und Themen übernommen. Dies gilt vor allem für das Gilgamesch-Epos, in das der Stoff mehrerer sumerischer Erzählungen um Gilgamesch und Enkidu einfließt und für Ištars Höllenfahrt über den Gang der Venus-Göttin in die Unterwelt (dazu in Inannas Gang in die Unterwelt). Mit Änderungen übersetzt wurden der Rat des Schuruppak und gekürzt die Erzählung von Adapa und dem Südwind. Die zwölfte Tafel der Spätfassung des Gilgamesch-Epos ist eine Übersetzung des zweiten Teils von Gilgamesch, Enkidu und die Unterwelt.

## Autoren der akkadischen Literatur
Wie die sumerische Literatur ist auch die akkadische Literatur überwiegend anonym verfasst. Für die jüngere Fassung des Gilgamesch-Epos wird als Autor in einem Katalog Sîn-lēqi-unninni genannt. Mehr als sein Name ist nicht von ihm bekannt. Es wird vermutet, dass er gegen Ende des 2. Jahrtausends v. Chr. gelebt hat. Sîn-lēqi-unninni dürfte es gewesen sein, der das Werk erweitert und teilweise neu gestaltet hat. Umfang und Charakter der Neubearbeitung bleiben aber weitgehend Gegenstand von Spekulation, da nur ein kleiner Teil der altbabylonischen Tafelserie erhalten ist. Im Erra-Epos nennt sich der Autor Kabti-ilāni-Marduk, Sohn des Dābibi selbst und schreibt, der Gott sei ihm in der Nacht erschienen und habe zu ihm gesprochen.

## Rezeption der akkadischen Literatur
Gegen Ende des 2. Jahrtausends v. Chr. war Akkadisch zu einer internationalen Verkehrssprache geworden. In der Folge wurden Werke der akkadischen Literatur auch im Hethiterreich und in Ägypten abgeschrieben. Mit der Ausbreitung des Aramäischen als internationaler Sprache ging auch der Einfluss der akkadischen Literatur zurück. Nach der Entzifferung der Keilschrift im 19. Jahrhundert wurde es als sensationell empfunden, dass die Sintfluterzählung der Bibel auch im Atram-ḫasīs-Epos und in der 11. Tafel des Gilgamesch-Epos vorkam. Einzelheiten wie das Aussenden verschiedener Vögel aus der Arche stimmten sehr genau mit der Erzählung der Bibel überein, waren aber älter. Religionsgeschichtlich geprägt war auch das Interesse am sogenannten „Weltschöpfungsepos“ Enūma Eliš. Neben dem allmählich abnehmenden religionsgeschichtlichen bzw. religionskritischen Interesse, ist insbesondere das Gilgamesch-Epos aufgrund seiner unbestrittenen literarischen Qualität und seiner historischen Stellung auch heute noch von Interesse.

## Textproben
Anfang einer Beschwörung gegen den "Zahnwurm":
Nachdem der (Himmelsgott) Anu den Himmel geschaffen hatte,

der Himmel die Erde geschaffen hatte,

die Erde die Flüsse geschaffen hatte,

die Flüsse die Kanäle geschaffen hatten,

die Kanäle den Morast geschaffen hatten.

(und) der Morast den Wurm geschaffen hatte,

ging der Wurm vor (den Sonnengott) Schamasch zu weinen,

"Was gabst du mir zum Essen?

Was gabst du mir zum Saugen?"

Aus einem altbabylonischen Preislied auf die Göttin Ištar:
Die Göttin besingt, die Ehrfurchtgebietende unter den Göttinnen,

immer wieder gepriesen sei die Herrin der Menschen, die Große unter den Igigi(-Göttern)!

Ištar besingt, die Ehrfurchtgebietende unter den Göttinnen,

immer wieder gepriesen sei die Herrin der Menschen, die Große unter den Igigi(-Göttern)!

Die Freudenreiche, zum Verführen gekleidet,

gehüllt in Frucht, Duft und Lüste,

die Freuden-Ištar, zum Verführen gekleidet,

gehüllt in Frucht, Duft und Lüste.

Aus der Klage des Gilgamesch um seinen toten Freund Enkidu (Text mit Beschädigungen):
Mögen die Wege des Zedernwaldes um dich, Enkidu weinen,

mögen weinen ... Tag und Nacht!

Mögen um dich weinen die Stadtältesten, der weiten Stadt, der Hürde Uruk,

möge um dich weinen die Menge, die uns grüßte zum Abschied!

Mögen um dich weinen die Gipfel der Berge,

die reinen ...

Mögen die Fluren weinen wie deine Mutter!

Mögen um dich weinen Buchsbaum, Zypresse und Zeder ...

...

Möge der Bär dich beweinen, die Hyäne, der Panther, der Gepard, der Hirsch und Schakal, der Löwe, der Wildstier, das Reh, der Steinbock, die Herden der wilden Tiere!

Möge der heilige Ulai-Fluss um dich weinen, an dessen Ufer wir kraftgeschwellt gingen!